# Сарагхрар
Сарагхрар (Saraghrar) — вершина в північному Пакистані близько до кордону з Афганістаном. Це четверта за висотою вершина Гіндукуша, а також 78-ма вершина Землі.
Перше сходження здійснили члени італійської експедиції Форцо Мараїні (англ. Fosco Maraini), Франко Аллетто (англ. Franco Alletto), Паоло Консіліо (англ. Paolo Consiglio), Бетто Пінеллі (англ. Betto Pinelli) та Жіанкарло Кастеллі (англ. Giancarlo Castelli) 8 червня 1955 р.